# Rana jiulingensis
Rana jiulingensis — вид жаб родини жаб'ячі (Ranidae). Описаний у 2020 році.

## Поширення
Ендемік Китаю. Відомий лише у типовому місцезнаходженні - природний заповідник Гуаншань у горах Цзюлін в повіті Іфен провінції Цзянсі на сході країни.

## Опис
Жаба середнього розміру. Довжина тіла самця становить 48,3-57,8 мм, а довжина тіла самиці - 48,2-57,5 мм. Задня частина тулуба жовтувато-бура, з кількома чорними плямами, між орбітами чорна горизонтальна смуга з переривчастими чорними облямівками по обидва боки спинних складок, задня частина кінцівок червонувата, з малопомітним сіро-зеленим. Горло жовте, груди і живіт молочно-білі, кінцівки тілесного кольору знизу.